# Tomoderus fascicularis
Tomoderus fascicularis es una especie de coleóptero de la familia Anthicidae.

## Distribución geográfica
Habita en Irian Jaya (Indonesia).